# Marianne Plehn

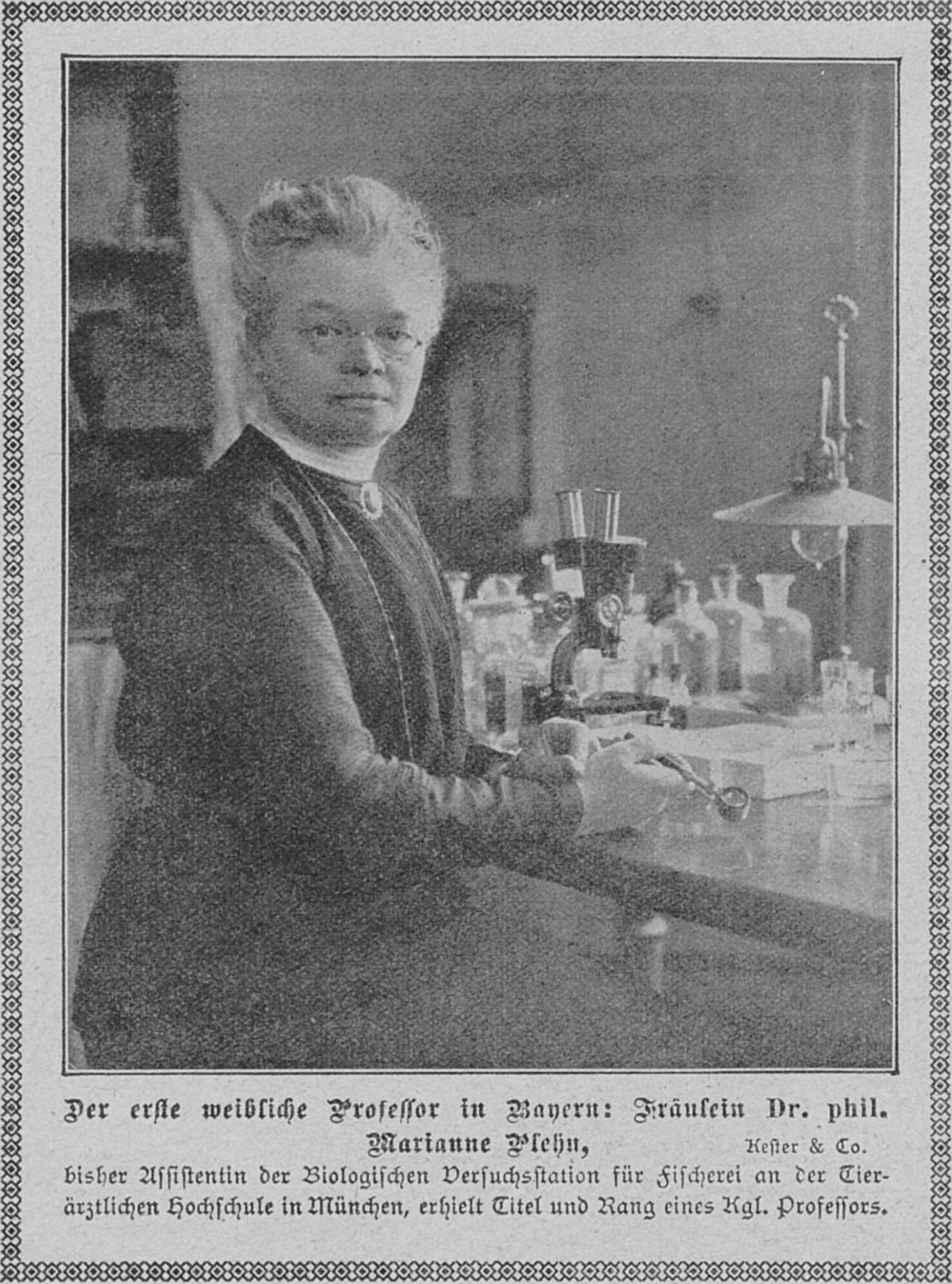
Marianne Plehn, Verleihung des Titels „Königlicher Professor“ 1914

Marianne Plehn (* 30. Oktober 1863 in Lubochin, Provinz Preußen; heute: Lubocheń; † 18. Januar 1946 in Grafrath) war eine deutsche Naturwissenschaftlerin und eine auf Fische spezialisierte Biologin sowie die erste deutsche Professorin in Bayern.

## Leben
Plehn studierte von 1890 bis 1893 an der Eidgenössischen Technischen Hochschule Zürich, dem damaligen Polytechnikum (Abteilung VI, naturwissenschaftliche Sektion) in Zürich Zoologie, Botanik und Geologie. 1893 erwarb sie das Diplom als Fachlehrerin in naturwissenschaftlicher Richtung und arbeitete danach als Assistentin am Zoologischen Institut der Universität. Sie promovierte im Jahr 1896 zum Dr. philosophiae (phil.), da die Naturwissenschaften noch der Philosophischen Fakultät angehörten. In Bremen unterrichtete sie danach an einem neusprachlichen Mädchen-Lyzeum, das neu gegründet worden war.
Seit 1898 befasste sie sich an der Königlichen Tierärztlichen Hochschule München, der heutigen Tiermedizinischen Fakultät der LMU in München, mit der Erforschung von Fischkrankheiten. Sie zählt zu den Begründern der Fischpathologie und ist eine der bedeutenden Entdeckerinnen pathogener Mikroorganismen. Wegen ihrer Verdienste wurde ihr vom Professorenkollegium der Tiermedizinischen Hochschule als einziger Frau die Ehrenpromotion zum seit 1910 durch die Institution vergebbaren Doctor medicinae veterinariae (Dr. med. vet.) verliehen.

## Familie
Marianne Plehns Schwester war die Malerin Rose Plehn; beide waren mit der Schriftstellerin Ricarda Huch befreundet. Ihre Brüder waren die Tropenmediziner Albert (1861–1935) und Friedrich (1862–1904) sowie der Forstwissenschaftler und Kolonialbeamte Rudolf Plehn (1868–1899).

## Auszeichnungen
- Ehrendoktortitel Dr. med. vet. der Tiermedizinischen Hochschule München
- 1914: Verleihung des Titels „Königlicher Professor“ durch König Ludwig III. von Bayern

Sie ist Namensgeberin der Marianne-Plehn-Straße in München sowie des Marianne-Plehn-Programms der Studienstiftung des deutschen Volkes für Promotionsstipendiatinnen und -Stipendiaten in Bayern.